# Randy Wayne
Randy Wayne (nascido em 7 de agosto de 1981) é um ator norte-americano. Ele foi indicado ao Grace Award por sua atuação em To Save a Life.

## Vida
Nascido como Randy Wayne Frederick, Randy Wayne nasceu e foi criado em Moore, Oklahoma. Ele participou da Moore High school e Campbellsville University.
Paticipou do filme O Intercâmbio Cultural (2008) e também no filme Na Caça das Maduras (2011).